# Asia Pacific Greens Federation
Die Asia Pacific Greens Federation (APGF) (ehemals Asia Pacific Greens Network) ist eine Vereinigung nationaler Grüner Parteien und verwandter Organisationen in Ländern des Pazifischen Ozeans und Asiens und eine der Föderationen, aus denen die Global Greens bestehen.
Ziel der Föderation ist es, die Globale Charta der Grünen zu fördern und umzusetzen, indem sie Unterstützung, Koordination und Zusammenarbeit zwischen ihren grünen Parteiparteien bietet.
Die Föderation wird vom APGF-Rat geleitet, der monatlich zusammentrifft und als Verwaltungsrat fungiert, und vom APGF-Kongress, der ungefähr alle 5 Jahre zusammentritt. APGF wird dem Generalsekretär und dem Schatzmeister geleitet. Zusammen mit anderen vom APGF-Rat ernannten Mitgliedern bilden diese den Verwaltungs- und Verwaltungsausschuss die die laufenden Geschäfte überwacht.
Der letzte asiatisch-pazifische Grünen-Kongress fand vom 12. bis 14. Juni 2015 in Wellington, Neuseeland, statt. Eine der größten Errungenschaften des Kongresses war die Annahme der Verfassung der asiatisch-pazifischen Grünen-Föderation.

## Mitglieder
- Australien:
  - Australian Greens
- Bangladesch:
  - Green Party Bangladesh
- Indien:
  - India Greens Party (IGP)
  - Uttarakhand Parivartan Party (UKPP)
- Irak:
  - Green Party of Iraq
- Japan:
  - Greens Japan
- Libanon:
  - Green Party of Lebanon
- Mongolei:
  - Mongolian Green Party
- Nepal:
  - Hariyali Nepal Party
- Neuseeland:
  - Green Party of Aotearoa New Zealand
- Pakistan:
  - Pakistan Green Party
- Südkorea:
  - Green Party Korea
- Taiwan:
  - Green Party Taiwan and Taiwan Friends of the Global Greens

## Assoziierte Mitglieder
- Fidschi:
  - Green Party of Fiji
- Indonesien:
  - Partai Hijau Indonesia
  - Sarekat Hijau Indonesia
  - Partai Atjeh Hijau
- Jordanien:
  - Green Party of Jordan
- Palästina:
  - Palestinian Greens
- Philippinen:
  - Green Party of the Philippines (GPP-Kalikasan Muna)
- Salomonen:
  - Green Party of the Solomon Islands[2][3][4]